# Arikere, Srinivaspur
Arikere là một làng thuộc tehsil Srinivaspur, huyện Kolar, bang Karnataka, Ấn Độ.